# اوررآو
اوررآو (به اسپانیایی: Urrao) یک سکونتگاه مسکونی در کلمبیا است که در Southwestern Antioquia واقع شده‌است.